# Bultkrokodil
De bultkrokodil of Morelet's krokodil (Crocodylus moreletii) is een krokodilachtige uit de familie echte krokodillen (Crocodylidae) en de onderfamilie Crocodylinae.

## Naam en indeling
De wetenschappelijke naam van de soort werd voor het eerst voorgesteld door Auguste Duméril en Gabriel Bibron in 1851. Oorspronkelijk werd de wetenschappelijke naam Crocodilus Moreletii gebruikt. De soortaanduiding moreletii is een eerbetoon aan de Franse natuuronderzoeker Pierre Marie Arthur Morelet (1809 - 1892). Er worden geen ondersoorten erkend.

## Uiterlijke kenmerken
De bultkrokodil is met een maximale lengte van ongeveer drie tot 3,5 meter een middelgrote soort, vrouwtjes blijven kleiner. De krokodil dankt zijn Nederlandstalige naam aan de bultachtige verhoging van de snuit vlak voor de ogen, en is verder te herkennen aan de zware bepantsering bestaande uit grote beenplaten op de nek. Het lichaam en de kop zijn breed en gedrongen, vooral de snuit is opvallend breed en breder dan de gelijkende spitssnuitkrokodil. De lichaamskleur is bruin tot grijsbruin met donkere tot zwarte onregelmatige donkere vlekken op de rug en kop, de staart heeft vaak een lichte bandering. Bij jongere dieren steken de vlekkentekening en de bandering veel sterker af, maar deze patronen vervagen langzaam naarmate ze ouder worden.
De iris is bruin tot zilverachtig grijs van kleur. De bultkrokodil heeft 5 rijen voortanden en 13 of 14 rijen tanden in de bovenkaak en 15 rijen kiezen in de onderkaak en heeft totaal altijd 66 of 68 tanden.

## Verspreiding en habitat
De bultkrokodil heeft een vrij klein verspreidingsgebied in vergelijking met andere soorten. De krokodil komt voor in delen van Midden-Amerika en leeft in de landen Belize, Guatemala en Mexico. De habitat bestaat uit zoet tot brak water, er is een voorkeur voor kuststreken. De wateren waar de krokodil kan worden aangetroffen zijn moerassen, meren en rivieren, de jonge dieren leven in streken met veel begroeiing die ze als beschutting gebruiken. Oudere dieren overzomeren bij droogte in holen.

## Levenswijze

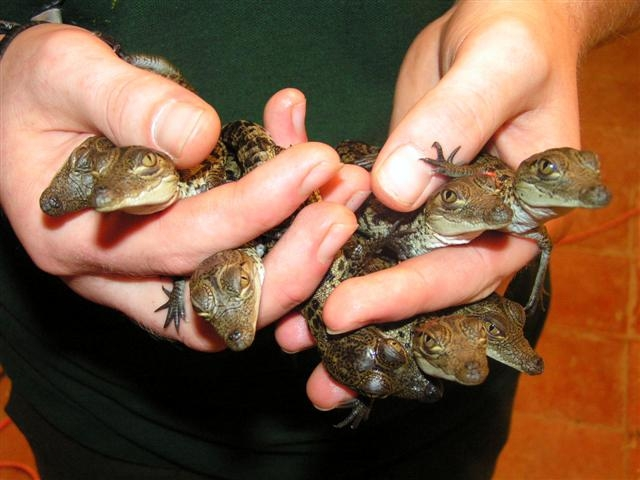
Gehanteerde juvenielen van de bultkrokodil.

Het voedsel hangt samen met de grootte van het dier, juvenielen eten kleinere prooien als insecten, slakken en andere ongewervelden. Grotere exemplaren grijpen alles wat ze aankunnen: waterslakken, vissen, schildpadden, zoogdieren en vogels, waarschijnlijk wordt ook aas gegeten.
De vrouwtjes bouwen een nest van plantenmateriaal, het nest is ongeveer een meter hoog en drie meter breed. In het nest worden ongeveer 20 tot 45 eieren afgezet. Soms worden door meerdere vrouwtjes eieren gedeponeerd in hetzelfde nest. Het nest wordt bewaakt tot de jongen bijna uitkomen. Dan wordt het nest uitgegraven en worden de eieren naar het water gebracht en door de bek van de moeder voorzichtig gekraakt. De jongen worden nog enige tijd bewaakt door de ouderdieren.

## Bedreiging en bescherming
Bij veel krokodillen wordt de huid gepenetreerd door osteodermen, kiezelachtige insluitingen die dienen ter versteviging en bescherming van het dier. De huid van de bultkrokodil heeft deze echter niet, waardoor de huid van hoge kwaliteit is voor de krokodillenleer-verwerkende industrie. Dit heeft de soort geen goed gedaan en naast (illegale) stroperij doet ook habitatvernietiging de soort in aantal en verspreidingsgebied achteruitgaan. De bultkrokodil is een beschermde diersoort, maar wordt niet sterk bedreigd. Het aantal in het wild levende exemplaren wordt geschat op ongeveer 80- tot 100.000. Er zijn enkele krokodillenfarms waar de bultkrokodil wordt gefokt en ook de landen waar de soort voorkomt ondersteunen fok- en monitoringsprogramma's om de soort te beschermen.

## Beschermingsstatus
Door de internationale natuurbeschermingsorganisatie IUCN is de beschermingsstatus 'veilig' toegewezen (Least Concern of LC).